# Мишари ибн Рашид Алафаси
Мишари ибн Рашид Алафаси (арап. مشاري بن راشد العفاسي; Кувајт, 5. септембар 1976) кувајтски је кари (приповедач Курана), имам, проповедник и извођач нашида. Студирао је на Колеџу Курана Исламског универзитета у Медини, специјализирајући се за десет кирата и тефсира. Објавио је нашид албуме. Обично пева на арапском језику, а ређе и на енглеском, француском и јапанском.

## Награде
Дана 25. октобра 2008. награђен је првим арапским Оскаром за креативност од стране Арапског савеза за креативност у Египту. Догађај је спонзорисао генерални секретар Арапске лиге Амр Муса као признање Алафасијевој улози у промовисању исламских принципа и учења.
Читаоци су га такође изгласали за најбољег приповедача Курана на додели Награда по избору читалаца 2012. године.